# 춘천지방법원
춘천지방법원(春川地方法院)은 철원군을 제외한 강원특별자치도를 관할하는 대한민국의 지방법원이다.

## 연혁
- 1895년 5월 15일: 춘천재판소 설치
- 1896년 8월 15일: 강원도재판소로 변경
- 1909년 2월 1일: 춘천구재판소로 변경
- 1912년 4월 1일: 경성지방법원 춘천지청으로 변경
- 1945년 10월 11일: 춘천지방법원으로 변경
- 1947년 1월 1일: 춘천지방심리원으로 변경
- 1948년 6월 1일: 춘천지방법원으로 변경

## 관할 구역
- 춘천지법(본원): 춘천시, 화천군, 양구군, 인제군, 홍천군
- 강릉지원: 강릉시, 삼척시, 동해시 춘천 지방 법원 항소합의 재판부 사물 중 강릉지청과 속초지청 관내 사물
- 원주지원: 원주시, 횡성군
- 속초지원: 속초시, 고성군, 양양군
- 영월지원: 태백시, 영월군, 평창군, 정선군

## 소재지
- 춘천지방법원(본원): 강원특별자치도 춘천시 공지로 284 (효자동)
  - 인제군법원: 강원특별자치도 인제군 인제읍 인제로187번길 14
  - 양구군법원: 강원특별자치도 양구군 양구읍 관공서로 30
  - 화천군법원: 강원특별자치도 화천군 화천읍 상승로 102
  - 홍천군법원: 강원특별자치도 홍천군 홍천읍 홍천로5길 8
- 강릉지원: 강원특별자치도 강릉시 동해대로 3288-18 (난곡동)
  - 삼척시법원: 강원특별자치도 삼척시 청석로3길 16-17 (교동)
  - 동해시법원: 강원특별자치도 동해시 해안로 217 (천곡동)
- 원주지원: 강원특별자치도 원주시 시청로 149 (무실동)
  - 횡성군법원: 강원특별자치도 횡성군 횡성읍 읍상로 36
- 속초지원: 강원특별자치도 속초시 법대로 15 (동명동)
  - 양양군법원: 강원특별자치도 양양군 양양읍 군청길 21
  - 고성군법원: 강원특별자치도 고성군 간성읍 간성로 84
- 영월지원: 강원특별자치도 영월군 영월읍 영월향교1길 53
  - 태백시법원: 강원특별자치도 태백시 문화로1길 25 (황지동)
  - 평창군법원: 강원특별자치도 평창군 평창읍 백오로 153
  - 정선군법원: 강원특별자치도 정선군 정선읍 봉양7길 7

## 관할 등기소
- 화천등기소
- 양구등기소
- 인제등기소
- 고성등기소
- 양양등기소
- 삼척등기소
- 동해등기소
- 태백등기소
- 정선등기소
- 평창등기소
- 횡성등기소
- 홍천등기소

## 역대 법원장
| 순번 | 이름   | 재임 기간                          | 경력 |
| ---- | ------ | ---------------------------------- | --- |
| 대   | 문기선 | 1948년 12월 13일 ~ 1952년 2월 15일 | 청주지방법원장으로 전보                                                                                      |
| 대   | 남정숙 | 1952년 2월 16일 ~                  | 청주지방법원장에서 전보                                                                                      |
| 16대 | 김용근 | ~1969년 9월 1일                    | 전주지방법원장으로 전보                                                                                      |
| 17대 | 김윤행 | 1969년 9월 2일 ~                   | 서울고등법원 부장판사에서 전보                                                                               |
| 18대 | 김용철 | ~ 1973년                           | 대법원판사 임명                                                                                              |
| 19대 | 김덕주 | ~ 1979년 4월 15일                  | |
| 20대 | 박정근 | 1979년 4월 16일 ~                  | |
| 21대 | 원호길 | 1980년 8월 20일 ~                  | |
| 22대 | 신정철 | ~ 1981년 4월                       | 1981년 4월 17일 대법원판사 제청                                                                              |
| 23대 | 황선당 | ~ 1983년 8월 31일                  | 수원지방법원장으로 전보                                                                                      |
| 24대 | 윤승영 | 1983년 9월 1일 ~                   | 서울고등법원 부장판사에서 전보                                                                               |
| 25대 | 박만호 | 1988년 7월 ~ 1991년 1월 27일       | 법원행정처장 임명                                                                                            |
| 26대 | 허정훈 | ~ 1986년 4월 16일                  | 인천지방법원장으로 전보                                                                                      |
| 27대 | 황도연 | 1986년 4월 17일 ~                  | 제주지방법원장에서 전보, 대전지방법원장으로 전보                                                             |
| 28대 | 이시윤 | 1987년 3월 20일 ~                  | 서울고등법원 부장판사에서 전보                                                                               |
| 29대 | 정귀호 | 1992년 ~ 1993년                    | 대법관 임명                                                                                                  |
| 30대 | 서성   | 1993년 ~ 1994년                    | 대법관 임명                                                                                                  |
| 31대 | 임대화 | 1998년 2월 ~                       | |
| 32대 | 이근웅 | 2000년 7월 28일 ~                  | 서울지방법원 형사 수석부장판사에서 승진                                                                      |
| 33대 | 정호영 | 2001년 2월 ~                       | 서울행정법원 수석부장판사에서 승진                                                                           |
| 34대 | 송기홍 | 2003년 2월 12일 ~                  | 법원도서관장에서 승진                                                                                        |
| 35대 | 이영애 | 2004년 2월 11일 ~ 2004년 7월       | 서울고등법원 부장판사에서 임명되어 최초의 여성 법원장, 대법관 제청대상 인선과정에서 제청자문위에 후보로 추천 |
| 36대 | 이우근 | 2004년 8월 12일 ~                  | 서울고등법원 수석부장판사에서 전보                                                                           |
| 37대 | 이종찬 | 2005년 2월 14일 ~ 2005년 10월      | 서울북부지방법원장으로 전보                                                                                  |
| 38대 | 손용근 | 2005년 11월 4일 ~ 2006년 8월 23일  | |
| 39대 | 최은수 | 2006년 8월 24일 ~ 2008년 2월       | 의정부지방법원장으로 전보                                                                                    |
| 40대 | 김대휘 | 2008년 2월 14일 ~ 2009년 2월       | 서울고등법원 부장판사에서 승진, 의정부지방법원장으로 전보                                                    |
| 41대 | 조용호 | 2009년 2월 9일 ~                   | 서울고등법원 부장판사에서 승진                                                                               |
| 42대 | 이인복 | 2010년 2월 11일 ~ 2010년           | 대법관 임명                                                                                                  |
| 43대 | 윤재윤 | 2010년 7월 30일 ~ 2012년 2월       | 춘천지법에서 대법관후보 추천,퇴직                                                                            |
| 44대 | 최성준 | 2012년 2월 ~ 2014년 2월            | 법원장 임기 마치고 서울고등법원 부장판사 복귀                                                                |
| 45대 | 성기문 | 2014년 2월 13일 ~                  | |
| 46대 | 김명수 | 2016년 2월 ~                       | 대법원장 임명                                                                                                |
| 47대 | 김용빈 | 2017년 9월 1일 ~ 2019년 2월        | |
| 48대 | 이승훈 | 2019년 2월 ~ 2021년 2월            | 대전고등법원 고등법원 부장판사                                                                               |
| 49대 | 한창훈 | 2021년 2월 ~ 2023년 2월            | 서울고등법원 부장판사                                                                                        |
| 50대 | 부상준 | 2023년 2월 ~ 2025년 2월            | 춘천지방법원 부장판사                                                                                        |
| 51대 | 김재호 | 2025년 2월 ~                       | 서울고등법원 부장판사                                                                                        |